# Mirza Šoljanin
Mirza Šoljanin (Sjenica, 11 januari 1985) is een Bosnische zanger. Hij werd vooral bekend als winnaar van het derde seizoen van de Bosnische talentenjacht Zvijezda možeš biti ti.

## Biografie
Šoljanin werd geboren in Sjenica in het huidige Servië dat toen nog deel uitmaakte van Joegoslavië. Zijn ouders zijn beide van Bosnische afkomst. In 2004 verhuisde hij naar Sarajevo om te studeren aan de Universiteit van Sarajevo.
Zijn muzikale carrière begon in 2010 toen hij auditie deed voor de talentenjacht Zvijezda možeš biti ti op Hayat TV. Een jaar later wist Šoljanin deze wedstrijd uiteindelijk ook te winnen. Later in 2011 bracht hij zijn eerste album, Poljubi me, uit.
In oktober 2013 werd de band Emir & Frozen Camels namens Hayat TV geselecteerd om Bosnië en Herzegovina te vertegenwoordigen op het eerste Türkvizyonsongfestival. Ruim een maand later werd hun lied Ters Bosanka voorgesteld als lied waarmee de band naar Eskişehir zou trekken. Voor hun deelname werkte de band eenmaal samen met Mirza Šoljanin. Op het festival moesten ze eerst aantreden in de halve finale. Deze werd overleefd en zodoende mocht Šoljanin deelnemen aan de finale waar hij uiteindelijk op de zesde plaats eindigde.

## Privé
Op 30 juni 2012 trouwde Šoljanin met Merima Džeko, de zus van Edin Džeko. Ze scheidden een jaar later.

## Discografie

### Albums
- Poljubi me (2011)

2013: Emir & Frozen Camels feat. Mirza · 
2014: Mensur Salkić · 
2015: Adis Škaljo · 
2020: Armin Muzaferija